# クラウディオ・イストラテ
クラウディオ・イストラテ（Claudio Istrate、1995年8月20日 - ) は、ルーマニア出身イタリア国籍の男性キックボクサー。
身長187cm、体重109kg。　
ニックネームは『Grizzly』

## 概要
2015年4月25日、レヴルーで行われたFinal Fight 2のISKA K-1世界スーパーヘビー級王座決定戦でジェロム・レ・バンナと対戦。バンナはこの試合を3週間前に控えたスパーリング中に左の中足骨を骨折するも、試合では骨折した左足を一切庇わず、躊躇なく左ミドルキックを連打する気迫の全力ファイトに圧倒され、左膝蹴りで2RKO負け。王座獲得に失敗した。
2018年11月10日、ポルデノーネで行われたIron Fighter XXのISKA K-1ヨーロッパヘビー級王座決定戦でカザディ・ムワバと対戦し、5R3-0の判定勝ち。王座獲得に成功した。
2023年9月10日、ReBOOT〜K-1 ReBIRTH〜で行われたK-1 30周年記念無差別級トーナメントに出場。1回戦で昨年度のK-1 WORLD GP無差別級トーナメント覇者マハムード・サッタリと対戦し、2ノックダウンで1RKO勝ちを収め準決勝進出。続く準決勝でK-1 WORLD GPクルーザー級王者シナ・カリミアンと対戦し、カリミアンの反則行為が目立ったこともあり3R3-0の判定勝ちを収め決勝に進出。続く決勝でリュウ・ツァーと対戦し、ツァーのローキックで1R中に3ノックダウンで敗退、準優勝となった。
2024年6月29日、K-1 WORLD GP 2024 in SarajevoのK-1 WORLD GP 2024無差別級東欧予選トーナメント一回戦でニダル・ブチリと対戦し、3ラウンド終了後の判定で1-1の引き分けとなり、延長戦となった。しかしイストラテは延長戦が行われるのを不服として試合を棄権し、ブチリが不戦勝となった。
2024年10月5日、K-1 WORLD GP 2024 in OSAKAのK-1 WORLD GP 無差別級トーナメントアジア予選でシナ・カリミアンと再戦。しかし1R中に左フックでカリミアンからダウンを奪いカリミアンが立ち上がった直後にクリンチを振りほどこうとしてイストラテのグローブがカリミアンの後頭部に当たりカリミアンは意識が遠のき試合終了。審判長は「シナが試合できないと判断し、イストラテの行為がどのような攻撃だったのか判断できないため、後日結果を発表する」と発表し、ドクターストップで無効試合となった。後日試合の結果が発表され、カリミアンが倒れた要因のイストラテのグローブがカリミアンの後頭部に当たった件についてカリミアンの組み付きに対してそれを振りほどこうとした流れによるもので故意の攻撃ではないと判断し、その上で第1ラウンド途中で試合がストップされたため、「K-1公式ルール」第7条【試合決着】第5項に則り無効試合とし、トーナメント進出については試合がストップされた時点までの攻防を検証した結果イストラテを優勢とし、イストラテは結果的に決勝大会進出となった。

## 戦績
| キックボクシング 戦績 | キックボクシング 戦績 | キックボクシング 戦績 | キックボクシング 戦績 | キックボクシング 戦績 | キックボクシング 戦績 | キックボクシング 戦績 |
| --------------------- | --------------------- | --------------------- | --------------------- | --------------------- | --------------------- | --------------------- |
| 88 試合               | (T)KO                 | 判定                  | その他                | 引き分け              | 無効試合              |                       |
| 60 勝                 | 33                    | 27                    |                       | 3                     | 1                     |                       |
| 24 敗                 |                       |                       |                       | 3                     | 1                     |                       |

## 獲得タイトル
- ISKA ヨーロッパ ヘビー級王者
- K-1 30周年記念 無差別級トーナメント 準優勝